# Syndrome de McLeod
Ne doit pas être confondu avec Syndrome de Swyer-James-MacLeod.
Le syndrome de McLeod ou syndrome neuroacanthocytosique de McLeod est une maladie se manifestant chez un homme par des anomalies neurologiques, psychiatriques et hématologiques.
Les manifestations neurologiques comprennent des mouvements désordonnés, des troubles cognitifs et une faiblesse musculaire s'accompagnant d'atrophie. Les troubles musculaires sont souvent discrets. Les manifestations hématologiques comprennent une acanthocytose des hématies et le phénotype sanguin McLeod en rapport avec l'absence d'expression de l'antigène érythrocytaire Kx et une diminution d'expression de l'antigène Kell.
Les femmes porteuses ont un mosaïcisme pour l'antigène Kell et une acanthocytose mais n'ont aucune manifestation neurologique ou psychiatrique.
Le diagnostic se fait sur la clinique et les résultats hématologiques.

## Le syndrome de McLeod dans les œuvres de fiction
Dans la série Dr House (saison 7 Épisode 12), le Docteur House décèle cette maladie chez une patiente.

## Sources
- (en) Hans H Jung, Adrian Danek, Ruth H Walker, Beat M Frey et Christoph Gassner « McLeod Neuroacanthocytosis Syndrome » In GeneTests: Medical Genetics Information Resource (database online). Copyright, University of Washington, Seattle. 1993-2005  PMID 20301528
- fiche Orphanet